# Frances Fisher
Frances Fisher (Milford on Sea (Hampshire), 11 mei 1952) is een Britse actrice. Het bekendst werd ze met de rol van Ruth DeWitt Bukater in de film Titanic uit 1997.
Fisher heeft ook in verschillende televisieseries gespeeld, met rollen in Strange Luck, Becker en Titus. Ze had een hoofdrol in de serie The Lyon's Den.

## Filmografie
- The Edge of Night (1956) (televisieserie) (1976 - 1981)
- The Guiding Light (1952) (televisieserie) (1985)
- Welcome Home, Roxy Carmichael (1990)
- L.A. Story (1991)
- Unforgiven (1992)
- Molly & Gina (1994)
- Strange Luck (1995, televisieserie)
- Striptease (1996)
- Waiting for Guffman (1996)
- Wild America (1997)
- Titanic (1997)
- Gone in Sixty Seconds (2000)
- Blue Car (2002)
- The Lyon's Den (2003, televisieserie)
- House of Sand and Fog (2003)
- Laws of Attraction (2004)
- The Night of the White Pants (2006)
- In the Valley of Elah {2007)
- My Sexiest Year (2007)
- Jolene (2008)
- The Perfect Game (2008)
- The Shield (2008)
- A Single Woman (2008)
- The Seven Year Hitch (2013)
- The Host (2013)
- Touch (2013, televisieserie)
- Plush (2013)
- Red Wing (2013)
- The M Word (2014)
- The Killing (2014, televisieserie)
- Resurrection: A Second Chance (2014)
- Resurrection (2014, televisieserie)
- Woman in Gold (2015)
- Heart of the Matter (2015)
- Masters of Sex (2015, televisieserie)
- Unleashing Mr. Darcy (2015)
- Outlaws and Angels (2016)
- The Sinner (2021, televisieserie)
- The Rookie (2021, televisieserie)

- Bibsys: 4108356
- Biblioteca Nacional de España: XX4954397
- Bibliothèque nationale de France: cb141775294 (data)
- Gemeinsame Normdatei: 1064118569
- International Standard Name Identifier: 0000 0001 1681 5966
- Library of Congress Control Number: no2001041668
- Nationale Bibliotheek van Tsjechië: xx0077116
- Nationale Bibliotheek van Israël: 987007449826805171
- Nationale Bibliotheek van Polen: a0000001603736
- Virtual International Authority File: 85806153
- WorldCat: E39PBJrrCym4jYcF7RmKFDryVC